# Доклеа
Доклеа, преминало в Дукля, е античния град на територията на Черна гора по името на който възниква названието на първото средновековно държавно образувание на южните славяни по тези места.
От антична Доклеа са се запазили до днешно време останки от градския ѝ център. Доклеа е важен административен и културен център по римско време. Неговият план е типичен за римските градове от 1 век пр.н.е. Освен паметниците от римската епоха, в археологическия обект са открити два некропола, две християнски църкви от 5 и 6 век и една по-малка кръстовидна църква от 9 век.